# Kentoku
Kentoku (japanska: 建徳?, Kentoku), 1370–1372 är en period i den japanska tideräkningen, vid det delade Japans södra tron. Kentoku infaller under norra tronens 
Ōan.  Kejsare vid den södra tronen var Chōkei. Shogun var Ashikaga Yoshimitsu.
Namnet på perioden är hämtat ur ett verk av prins Xiao Tong (501–531). En period med samma namn (samma kinesiska tecken) men annat uttal infaller i Kina mellan 572 och 578 hos Norra Weidynastin under De sydliga och nordliga dynastierna.